# 漾濞槭
漾濞槭（学名：Acer yangbiense）是无患子科槭属的植物。分布于云南省大理州漾濞县境内。

## 发现
中国科学院植物研究所国家植物标本馆博士陈又生于2002年在大理境内马鹿塘一带发现漾濞槭。后来经他用3至4年的时间进行考察论证，这种植物树种只有漾濞县苍山西坡马鹿塘一带有生长，因而命名为“漾濞槭”。经2007年陈又生再次在漾濞县境内考察，确认漾濞槭在漾濞县境内也只有4株，其中有两株能开花结实。2008年，BGCI和中国科学院植物研究所联合对漾濞槭采取保护行动。经过10多年的保护，如今已经繁育出数万株。